# Ligga-Dämningsområde
Ligga-Dämningsområde är en uppdämd sjö i Jokkmokks kommun i Lappland och ingår i Luleälvens huvudavrinningsområde. Sjön ligger vid Ligga vattenkraftverk Sjön har en area på 1,06 kvadratkilometer och ligger 199,3 meter över havet. Sjön avvattnas av vattendraget Luleälven (Stora Luleälven).

## Delavrinningsområde
Ligga-Dämningsområde ingår i det delavrinningsområde (741884-167912) som SMHI kallar för Utloppet av Ligga-Dämningsområde. Medelhöjden är 353 meter över havet och ytan är 21,99 kvadratkilometer. Räknas de 474 avrinningsområdena uppströms in blir den ackumulerade arean 10 234,32 kvadratkilometer. Avrinningsområdets utflöde Luleälven (Stora Luleälven) mynnar i havet. Avrinningsområdet består mestadels av skog (80 procent). Avrinningsområdet har 1,06 kvadratkilometer vattenytor vilket ger det en sjöprocent på 4,8 procent.